# Khmeliove (Crimea)
|  | Per a altres significats, vegeu «Khmélevo». |

Khmiliove (en ucraïnès: Хмельове) és un poble de la República Autònoma de Crimea, a Ucraïna, que el 2014 tenia 230 habitants. Pertany al districte de Txernomórskoie. Fins al 1945 la vila es deia Sadir-Bogai.